# Liste der Bischöfe von Velletri
Die Liste der Bischöfe von Velletri führt alle Bischöfe und Kardinalbischöfe des italienischen Bistums Velletri-Segni:

## Kardinalbischöfe von Velletri
- Deodato (oder Adeodato) 465
- Bonifatius 487
- Silvano 501
- vakant
- Johann I. 592
- Potentino 649
- Placentino 680
- Johann II. 721
- Grazioso (oder Grosso) 743
- Graziano 761
- Citonato (oder Cidonato) 761–769 (auch Kardinalbischof von Porto 769)
- Gregor I. 769–775 (auch Kardinalbischof von Santa Rufina 761–769)
- Theodor 780
- vakant 775–826
- Gregor II. 826–853
- Johann III. 853–867
- Gaudenzio 867–879
- Johann IV. 896–898
- Leo I. 946–963[1]
- Theobaldo 996–1027
- Leo II. 1032–1038
- Amato 1044
- Johann V. 1050
- Benedikt 1057
- Johannes Mincius 1058–1060
- Vereint mit Ostia von 1060[2] bis 1914, siehe Liste der Bischöfe von Ostia
- Diomede Falconio 1914–1917
- Basilio Pompili 1917–1931
- vakant 1931–1933
- Bonaventura Cerretti 1933
- Enrico II. Gaspari 1933–1946
- Clemente Micara 1946–1965
- Fernando Cento 1965–1973
- Ildebrando Antoniutti 1973–1974
- Sebastiano Baggio 1974–1993
- Joseph II. Ratzinger 1993–2005 (auch Kardinalbischof von Ostia 2002–2005)
- Francis Arinze seit 2005

## Diözesanbischöfe
Papst Johannes XXIII. beschloss 1962 in Suburbicariis sedibus, dass die Kardinalbischöfe zwar weiterhin Titelinhaber der suburbikarischen Bistümer sein sollen, jedoch ohne die pastoralen Verpflichtungen, die pleno jure einem Diözesanbischof übertragen wurden.

### Diözesanbischof von Velletri
- Dante Bernini 1975–1981 (auch Bischof von Segni)

### (Diözesan-)Bischof von Velletri e Segni
- Dante Bernini 1981–1982
- Martino Gomiero 1982–1986

### (Diözesan-)Bischöfe von Velletri-Segni
- Martino Gomiero 1986–1988
- Andrea Maria Erba B 1988–2006
- Vincenzo Apicella 2006–2022
- Stefano Russo seit 2022